# Babiana angustifolia
Babiana angustifolia är en irisväxtart som beskrevs av Robert Sweet. Babiana angustifolia ingår i släktet Babiana och familjen irisväxter. Inga underarter finns listade i Catalogue of Life.

## Bildgalleri

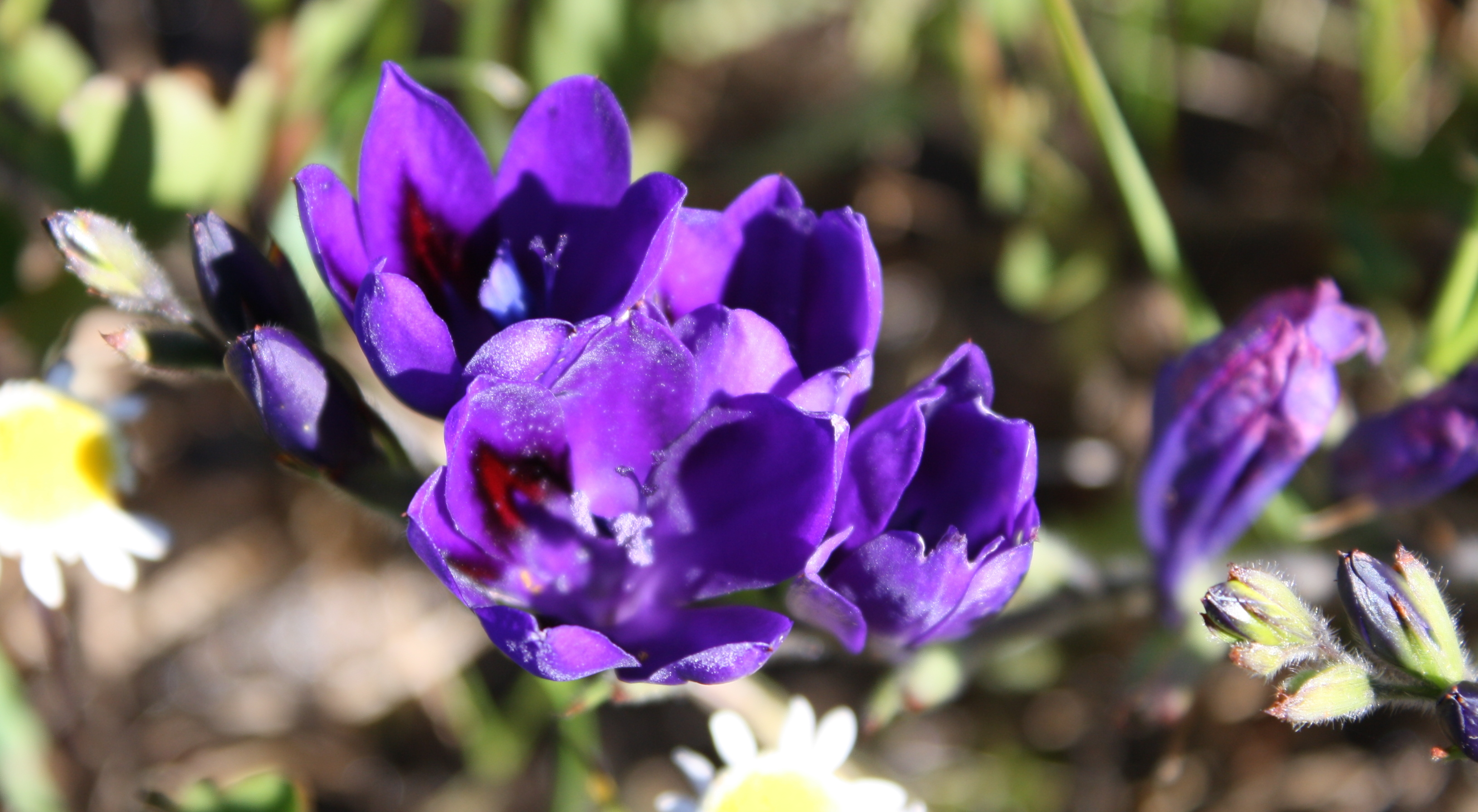
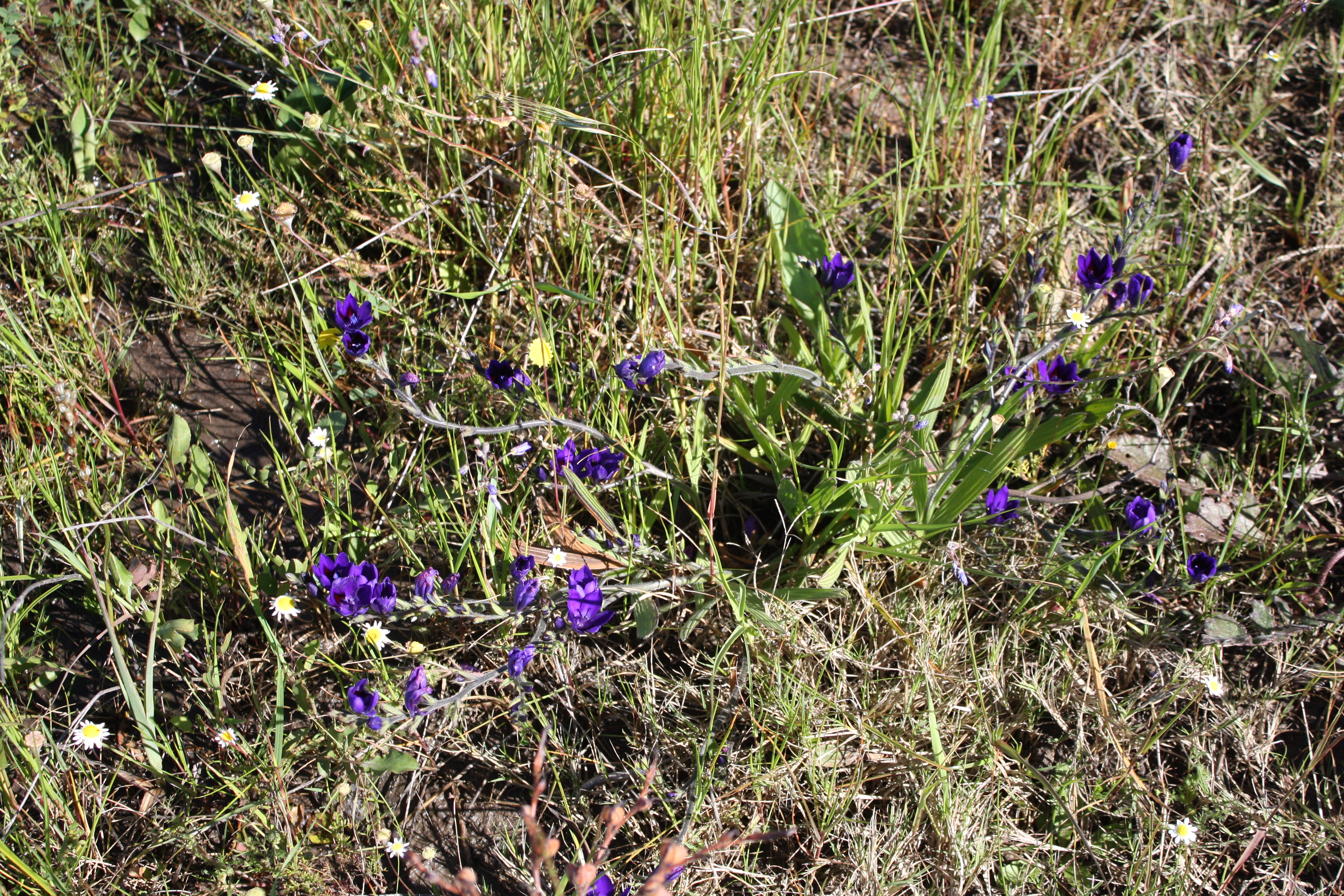